# Zwitsers amateurkampioenschap golf

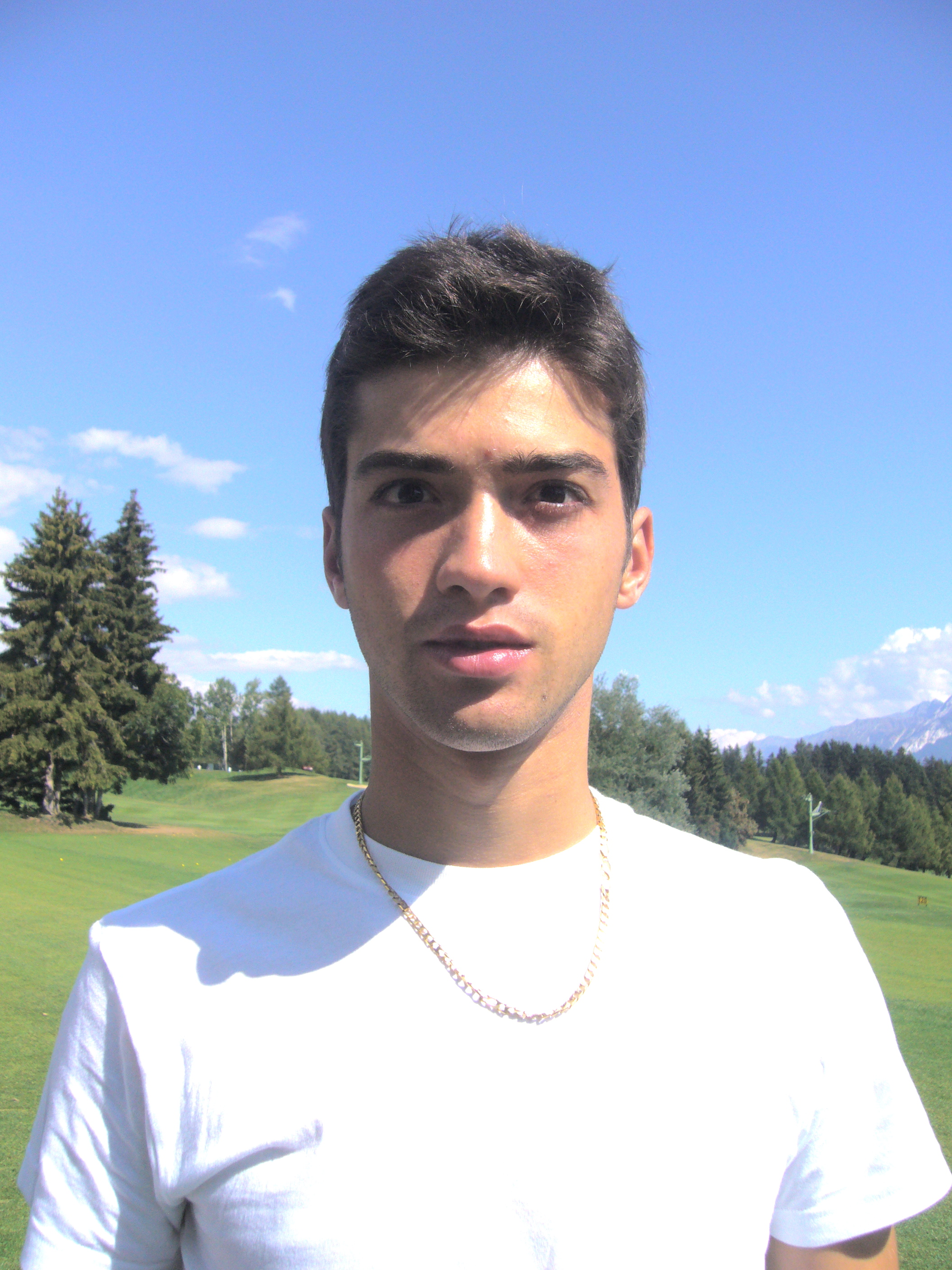
Chiapuzzo (1989) van de Novi Ligure
Winnaar Zwitsers Amateur 2009, hcp +2,5.

Het Zwitsers amateurkampioenschap is een internationaal golfkampioenschap in Zwitserland. De formule is matchplay. Er is geen leeftijdsgrens.
De winnaar krijgt een wildcard voor de European Masters in Crans. De winnares wordt uitgenodigd voor het Ladies Swiss Open.

## Uitslagen
| Jaar | Baan           | Winnaar                       | Baan    | Winnares              |
| ---- | -------------- | ----------------------------- | ------- | --------------------- |
| 2013 | Lausanne       | Mathieu Fenasse               |         |                       |
| 2012 | Schönenberg    | Adrien Saddier                |         |                       |
| 2011 | Ascona         | Andrea Gurini                 |         |                       |
| 2010 | Zürich-Zumikon | Nicolas D'Incau               |         |                       |
| 2009 | Breitenloo     | Andrea Chiapuzzo              |         |                       |
| 2008 | Crans          | Moritz Lampert                |         | Caroline Rominger     |
| 2007 |                | Pierre Relecom                |         | Marjet van der Graaff |
| 2006 |                | Marc Dobias                   |         |                       |
| 2005 |                | Florian Praegant              |         |                       |
| 2004 |                | Roger Furrer                  | Hittnau | Nora Angehrn          |
| 2003 | Wylihof        |                               |         | Anja Monke            |
| 2002 |                | Eirik Tage Johansen           |         |                       |
| 2001 |                | Raphaël de Sousa              |         | Nora Angehrn          |
| 2000 |                |                               |         | Nora Angehrn          |
| 1997 |                | Maarten Lafeber               |         |                       |
| 1988 |                | Constant Smits van Waesberghe |         |                       |
| 1995 |                | Arnaud Langenaeken            |         |                       |
| 1994 |                | Markus Brier                  |         |                       |
| 1991 |                |                               |         | Mette Hageman         |
| 1990 |                |                               |         | Mette Hageman         |
| 1952 |                | Ugo Grappasonni               |         |                       |
| 1948 |                | Ugo Grappasonni               |         |                       |